# Nerice bipartita
Nerice bipartita är en fjärilsart som beskrevs av Butler 1885. Nerice bipartita ingår i släktet Nerice och familjen tandspinnare. Inga underarter finns listade i Catalogue of Life.